# Coupe d'Afrique du Nord de football 1951-1952
 (juillet 2021).
 (juillet 2021).
Navigation
Coupe AFN 1950-1951 Coupe AFN 1952-1953
La dix-septième édition de la Coupe d'Afrique du Nord de football est celle de 1951-1952.
La finale oppose la Ligue d'Alger et la Ligue du Maroc. Ces deux équipes sont respectivement le Football Club Blida et le Racing Athletic de Casablanca. La finale se termine par une victoire du FC Blida sur le score de trois buts à un.
Le Football Club de Blida remporte la compétition pour la toute première fois de son histoire et permet à la Ligue d'Alger d'obtenir quatre titres dans la compétition depuis sa création. Le Racing Athletic de Casablanca perd pour la première fois en finale dans la compétition sans en avoir jamais remporté une.
Au total, 30 matchs ont été joués lors de cette édition, sans compter les tours préliminaires. 32 participants des cinq ligues différentes que sont la Ligue d'Alger, la Ligue d'Oran, la Ligue de Tunisie, la Ligue du Maroc et la Ligue de Constantine, sont présents.

## Parcours LMFA-Maroc

### Dernier tour: 2 décembre 1951[1],[2]
|                                  | Club                 | Score | Club              | Lieu   |
| -------------------------------- | -------------------- | ----- | ----------------- | ------ |
| 1                                | US Safi              | 2 - 0 | FUS de Rabat      |        |
| 2                                | Racing de Casablanca | 5 - 0 | SCC Roches Noires |        |
| 3                                | SA Marrakech         | 2 - 1 | AS Marrakech      |        |
| 4                                | Stade Marocain       | 0 - 0 | USD Meknès        |        |
| 5                                | ASF Tanger           | 3 - 1 | SC Taza           | Tanger |
| 6                                | MC Oujda             | 3 - 2 | USA Casablanca    |        |
| Match rejoué le 16 décembre 1951 |                      |       |                   |        |
| 4                                | Stade Marocain       | 4 - 1 | USD Meknès        |        |

## Parcours LAFA-Alger

### Cinquième tour
- Le 2 décembre 1951[3]

|                                 | Club                  | Score     | Club                         | Buteurs                             | Lieu          |
| ------------------------------- | --------------------- | --------- | ---------------------------- | ----------------------------------- | ------------- |
| 1                               | GS Orléansville (DH)  | 2 - 0     | Olympique d'Hussein-Dey (DH) | Bertoli 7e, Meunier 88e             | Municipal     |
| 2                               | RU Alger (DH)         | 2 - 1 a.p | USM Marengo (DH)             | Ferrari 42e, Baylé 51e / Abbès 23e  | Boufarik      |
| 3                               | AS Boufarik (DH)      | 0 - 0     | Red Star Algérois (DH)       |                                     | Saint-Eugène  |
| 4                               | Stade Guyotville (DH) | 2 - 0     | USM Blida (DH)               | Cambrésy 65e, Valence 70e           | Hussein-Dey   |
| 5                               | GS Alger (DH)         | 2 - 1     | FC Blida (DH)                | Gay 43e, Torrès 55e / Rais 70e      | Marcel-Cerdan |
| 6                               | MC Alger (DH)         | 1 - 0     | AS Saint-Eugène (DH)         | Hahad 18e                           | Saint-Eugène  |
| Match rejoué le 9 décembre 1952 |                       |           |                              |                                     |               |
| 3                               | AS Boufarik (DH)      | 3 - 0     | Red Star Algérois (DH)       | Vicédo 70e, Voméro 85e, Navarro 89e | Blida (FCB)   |

## Parcours LOFA-Oran

### Troisième tour:30 septembre 1951[5]
|    | Club            | Score | Club                | Lieu               |
| -- | --------------- | ----- | ------------------- | ------------------ |
| 1  | SC Choupot      | 2 - 1 | JS Saint-Eugène     | Betita / Oran      |
| 2  | US Laferrière   | 4 - 2 | SC Sigois           | Laferrière         |
| 3  | CC Sig          | 4 - 0 | RCM Relizane        | Saint-Denis de Sig |
| 4  | OM Arzew        | 1 - 0 | SC Choulet          | Arzew              |
| 5  | CAL Oran        | 1 - 0 | GC Ain Tédeles      | Ain Tédeles        |
| 6  | MC Saida        | 3 - 2 | Relizanaise         | Relizane           |
| 7  | Perrégaux GS    | 4 - 0 | GS Tiaret           | Tiaret             |
| 8  | USSC Témouchent | 3 - 1 | WAC Mercier-Lacombe | Mercier-Lacombe    |
| 9  | JSM Tlemcen     | 3 - 2 | JSM Tiaret          | Tiaret             |
| 10 | ES Mostaganem   | 4 - 1 | JSM Relizane        | Relizane           |
| 11 | EM Oran         | 1 - 0 | JS Trézel           |                    |
| 12 | GC Saïda        | 2 - 0 | US Burdeau          |                    |

### Quatrième tour:21 octobre 1951
|                                  | Club             | Score | Club             | Lieu           |
| -------------------------------- | ---------------- | ----- | ---------------- | -------------- |
| 1                                | IS Mostaganem    | 5 - 2 | SC Choupot       | Oran           |
| 2                                | USFA Tlemcen     | 2 - 0 | OM Arzew         | Arzew          |
| 3                                | GC Oran          | 1 - 0 | US Laferrière    | Laferrière     |
| 4                                | USSC Témouchent  | 4 - 0 | AS Musulman      | Ain Témouchent |
| 5                                | CDJ Oran         | 3 - 2 | CC Sig           | Sig            |
| 6                                | JSM Tlemcen      | 0 - 0 | AS Marine d'Oran | Tlemcen        |
| 7                                | Perrégaux GS     | 3 - 1 | la Marsa         | Perrégaux      |
| 8                                | FC Oran          | 1 - 0 | CAL Oran         | Oran           |
| 9                                | MC Saida         | 2 - 2 | USM Bel Abbès    | Saida          |
| 10                               | ES Mostaganem    | 2 - 2 | AGS Mascara      | Mostaganem     |
| 11                               | EM Oran          | 0 - 0 | USM Oran         | Oran           |
| 12                               | GC Mascara       | 3 - 1 | GC Saïda         | Saida          |
| Match rejoué le 11 novembre 1951 |                  |       |                  |                |
| 6                                | AS Marine d'Oran | 3 - 1 | JSM Tlemcen      | Monreal / Oran |
| 9                                | USM Bel Abbès    | 5 - 0 | MC Saida         | Bel-Abbès      |
| Match rejoué le 18 novembre 1951 |                  |       |                  |                |
| 10                               | AGS Mascara      | 2 - 1 | ES Mostaganem    | Mascara        |
| 11                               | USM Oran         | 2 - 0 | EM Oran          | Oran           |

| Titulaires : |  |
| |  |
| (Maillot) 1. Vignau 2. Diaz 3. Brault 4. Sanchez 5. Christian Oliver 6. Maubon 7. Essinger 8. Simonet 9. Rezzik 10. Célestin Oliver 11. Martinez |  |

| Titulaires : |  |
| |  |
| (Maillot) 1. Guarinos 2. Valverdé 3. Gomis 4. Candé 5. Pinston 6. Touati 7. Dégéa 8. Bénali 9. Urquijo 10. Cherfaoui 11. Aguilar |  |

| Titulaires : |  |
| |  |
| (Maillot) 1. Vignau 2. Diaz 3. Brault 4. Sanchez 5. Christian Oliver 6. Maubon 7. Essinger 8. Simonet 9. Rezzik 10. Célestin Oliver 11. Martinez |  |

| Titulaires : |  |
| |  |
| (Maillot) 1. Guarinos 2. Valverdé 3. Gomis 4. Candé 5. Pinston 6. Touati 7. Dégéa 8. Bénali 9. Urquijo 10. Cherfaoui 11. Aguilar |  |

### Cinquième tour
|                                  | Date             | Club          | Score | Club             | Lieu                       |
| -------------------------------- | ---------------- | ------------- | ----- | ---------------- | -------------------------- |
| 1                                | 18 novembre 1951 | GC Oran       | 1 - 0 | USFA Tlemcen     | Stade Grand Bassin/Tlemcen |
| 2                                | 18 novembre 1951 | FC Oran       | 1 - 1 | USSC Témouchent  | Oran                       |
| 3                                | 18 novembre 1951 | USM Bel Abbès | 3 - 0 | Perrégaux GS     | Stade Pôle André/Bel Abbès |
| 4                                | 18 novembre 1951 | CDJ Oran      | 1 - 0 | AS Marine d'Oran | Oran                       |
| 5                                | 16 décembre 1951 | GC Mascara    | 0 - 0 | AGS Mascara      | Stade Municipal/ Mascara   |
| 6                                | 16 décembre 1951 | IS Mostaganem | 3 - 0 | USM Oran         | Stade Bivouac /Mostaganem  |
| Match rejoué le 16 décembre 1951 |                  |               |       |                  |                            |
| 2                                | 16 décembre 1951 | FC Oran       | 3 - 0 | USSC Témouchent  | Stade Gay/ Oran            |
| Match rejoué le 25 décembre 1951 |                  |               |       |                  |                            |
| 5                                | 25 décembre 1951 | GC Mascara    | 2 - 0 | AGS Mascara      | Stade Municipal/Mascara    |

| Titulaires : |  |
|              |  |
| (Maillot)    |  |

| Titulaires : |  |
|              |  |
| (Maillot)    |  |

| Titulaires : |  |
|              |  |
| (Maillot)    |  |

| Titulaires : |  |
|              |  |
| (Maillot)    |  |

| Titulaires : |  |
|              |  |
| (Maillot)    |  |

| Titulaires : |  |
|              |  |
| (Maillot)    |  |

| Titulaires : |  |
|              |  |
| (Maillot)    |  |

| Titulaires : |  |
|              |  |
| (Maillot)    |  |

| Titulaires : |  |
| |  |
| (Maillot) 1. Nunez 2. Boudia 3. Hadj 4. Olivès 5. Domingo 6. Santos 7. Masson 8. Chouraqui 9. Gamus 10. Ripoll 11. Gutierrez |  |

| Titulaires : |  |
| |  |
| (Maillot) 1. Michel Padilla 2. Bergasso 3. Canavas 4. Caratini 5. Vivès 6. Wagner 7. Gomez II 8. Cisnéros 9. Gomez I 10. Carillo 11. Hurlé |  |

| Titulaires : |  |
| |  |
| (Maillot) 1. Nunez 2. Boudia 3. Hadj 4. Olivès 5. Domingo 6. Santos 7. Masson 8. Chouraqui 9. Gamus 10. Ripoll 11. Gutierrez |  |

| Titulaires : |  |
| |  |
| (Maillot) 1. Michel Padilla 2. Bergasso 3. Canavas 4. Caratini 5. Vivès 6. Wagner 7. Gomez II 8. Cisnéros 9. Gomez I 10. Carillo 11. Hurlé |  |

| Titulaires :    |  |
|                 |  |
| (Maillot Rouge) |  |

| Titulaires : |  |
|              |  |
| (Maillot)    |  |

| Titulaires :    |  |
|                 |  |
| (Maillot Rouge) |  |

| Titulaires : |  |
|              |  |
| (Maillot)    |  |

| Titulaires : |  |
|              |  |
| (Maillot)    |  |

| Titulaires : |  |
|              |  |
| (Maillot)    |  |

| Titulaires : |  |
|              |  |
| (Maillot)    |  |

| Titulaires : |  |
|              |  |
| (Maillot)    |  |

| Titulaires :                                                                                     |  |
|                                                                                                  |  |
| (Maillot) 1. Abbès 2. Moumen Ali 3. Khedir Ahmed dit "Hopa" 4. El-Gotni Mokhtar 5. Djaker Nehari |  |

| Titulaires : |  |
| |  |
| (Maillot Damiers Noir et Blanc) 1. Jorro 2. Ottavi 3. Specht 4. Ruéda 5. Baillou 6. Didier Salva 7. Corrado Cateni |  |
| Entraîneur : |  |
| Fascinotti |  |

| Titulaires :                                                                                     |  |
|                                                                                                  |  |
| (Maillot) 1. Abbès 2. Moumen Ali 3. Khedir Ahmed dit "Hopa" 4. El-Gotni Mokhtar 5. Djaker Nehari |  |

| Titulaires : |  |
| |  |
| (Maillot Damiers Noir et Blanc) 1. Jorro 2. Ottavi 3. Specht 4. Ruéda 5. Baillou 6. Didier Salva 7. Corrado Cateni |  |
| Entraîneur : |  |
| Fascinotti |  |

## Parcours LCFA-Constantine

### Deuxième tour: 18 novembre 1951[7]
|                             | Club             | Score | Club                  | Lieu                      |
| --------------------------- | ---------------- | ----- | --------------------- | ------------------------- |
| 1                           | US Constantine   | 2 - 2 | JBAC Bône             | Philippeville             |
| 2                           | MO Constantine   | 2 - 0 | AS Bône               | Philippeville             |
| 3                           | USM Djijel       | 1 - 0 | JSM Philippeville     | Constantine               |
| 4                           | RC Philippeville | -     | AS Batna              | Constantine               |
| 5                           | USM Bône         | -     | FC Bougie             | Djijel                    |
| 6                           | EJ Philippeville | -     | CA Bordj Bou Arreridj | Batna                     |
| 7                           | USM Khenchela    | -     | US Tébessa            | Batna                     |
| 8                           | JSM Bougie       | -     | RAC Constantine       | Sétif                     |
| 9                           | JS Djijel        | -     | CS Bougie             | Sétif                     |
| 10                          | ESFM Guelma      | -     | JS Oued Zenati        | Bône                      |
| 11                          | USFM Sétif       | -     | SC Souk-Ahras         | Bône                      |
| 12                          | EV Kouif         | -     | SS Sétif              | stade Turpin/ Constantine |
|                             | USM Guelma       | -     |                       |                           |
| Match rejoué le 25 novembre |                  |       |                       |                           |
| 1                           | JBAC Bône        | 3 - 2 | US Constantine        | Philippeville             |

### Dernier tour: 16 décembre 1951[2]
|   | Club             | Score | Club             | Lieu |
| - | ---------------- | ----- | ---------------- | ---- |
| 1 | JS Djijel        | 6 - 1 | USM Guelma       |      |
| 2 | RC Philippeville | 2 - 0 | USM Khenchela    |      |
| 3 | MO Constantine   | -     | JBAC Bône        |      |
| 4 | USFM Sétif       | -     | EJ Philippeville |      |
| 5 | JSM Bougie       | -     |                  |      |
| 6 | ESFM Guelma      | -     |                  |      |

## Parcours des finalistes

### Demi-finales
|   | Date       | Club     | Score | Club    | Lieu              | Buteurs                               |
| - | ---------- | -------- | ----- | ------- | ----------------- | ------------------------------------- |
| 1 | 06/04/1952 | FC Blida | 3 - 1 | FC Oran | Municipal d'Alger | Rais 12'p et 80', Sicard 73', / ? 51' |

### Finale
|   | Date        | Club     | Score | Club              | Lieu  |
| - | ----------- | -------- | ----- | ----------------- | ----- |
| 1 | 25 Mai 1952 | FC Blida | 3 – 1 | Racing Casablanca | Alger |

| Titulaires : |  |
| |  |
| () 1. Raynaud; 2. Georges Giner 3. Paul Gasque 4. Djilali Hasni; 5. Claude Paul Sicard (22 ans) 6. Georges Joseph Riera; (24 ans) 7. Schmit 8. Charles Jean Pierre Camand (22 ans) 9. Abderrahmane Meftah (25 ans) 10. Armand Ruiz (26 ans) 11. Bernard Rahis (19 ans) |  |
| Entraîneur : |  |
| Schmit |  |

| Titulaires : |  |
| |  |
| () 1. Djillali 2. Lahcène 3. Bouchaib 4. Ensado 5. Piacentille 6. Mokhtar 7. Abdesselam 8. Smain 9. Abad 10. Belhomme 11. Petcho |  |
| Entraîneur : |  |
| Daniel Pilar |  |

| Titulaires : |  |
| |  |
| () 1. Raynaud; 2. Georges Giner 3. Paul Gasque 4. Djilali Hasni; 5. Claude Paul Sicard (22 ans) 6. Georges Joseph Riera; (24 ans) 7. Schmit 8. Charles Jean Pierre Camand (22 ans) 9. Abderrahmane Meftah (25 ans) 10. Armand Ruiz (26 ans) 11. Bernard Rahis (19 ans) |  |
| Entraîneur : |  |
| Schmit |  |

| Titulaires : |  |
| |  |
| () 1. Djillali 2. Lahcène 3. Bouchaib 4. Ensado 5. Piacentille 6. Mokhtar 7. Abdesselam 8. Smain 9. Abad 10. Belhomme 11. Petcho |  |
| Entraîneur : |  |
| Daniel Pilar |  |

| Coupe d'Afrique du Nord Vainqueur 1951-1952 |
| ------------------------------------------- |
| Football Club Blida Premier titre           |

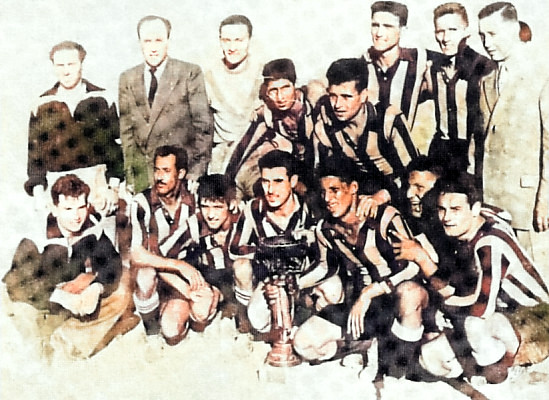
FC Blidéen (Alger) vainqueur de la Coupe d'Afrique du Nord (1951-1952).

C'est le Football Club Blida qui remporte la compétition grâce au score de 3-1, pour la première fois de son histoire alors que pour le Racing Athletic de Casablanca, il s'agit de sa toute première défaite en finale dans la compétition.
L'effectif du vainqueur de la compétition est le suivant : Samary Yvon, Reynaud, Camand, Gasque, le capitaine Riera, Arnaud Guy, Hasni, Giner, Sicard, Meftah, Rais et Ruiz.
Quant à la Ligue d'Alger, il s'agit de sa quatrième victoire et ainsi réduit l'écart avec la Ligue d'Oran qui en possède six. Cette défaite s'agit pour la Ligue du Maroc de sa neuvième en finale depuis la création de la compétition en 1930.